# 鴻野わか菜
鴻野 わか菜（こうの わかな、1973年 - ）は、日本のロシア文学者。早稲田大学教育学部複合文化学科教授。専門はロシア近現代文学・美術史。日本ロシア文学会奨励賞（1997年）受賞。

## 人物・経歴
神奈川県横浜市生まれ。晃華学園中学校・高等学校を経て、1995年東京外国語大学外国語学部ロシヤ東欧語学科ロシヤ語専攻卒業。1997年日本ロシア文学会奨励賞受賞。
2002年東京大学大学院人文社会系研究科欧米文化研究専攻博士課程単位取得満期退学、国立ロシア人文大学大学院歴史人文学部ロシア文学史学科修了（Ph.D.）。  
同年千葉大学文学部国際言語文化学科専任講師となり、2006年助教授、2007年准教授を経て、2019年より早稲田大学教育・総合科学学術院教授。

## 著作
- 『都市と芸術の「ロシア」 : ペテルブルク、モスクワ、オデッサ巡遊』（近藤昌夫, 嵐田浩吉, 杉谷倫枝, 大平陽一, 村田真一, 竹内正実と共著）水声社 2005年[5]
- 『ロシア語の教科書』（古賀義顕と共著）ナウカ出版 2012年[6]
- 『夢みる力 未来への飛翔 : ロシア現代アートの世界』（北川フラムと共著）市原湖畔美術館 2020年[7]

### 翻訳
- サムイル・マルシャーク『Багаж』淡交社 2004年
- サムイル・マルシャーク『Усатый полосатый』淡交社 2004年
- コルネイ・チュコフスキー『Федорино горе』淡交社 2004年
- A・オルスーフィエワ『Игрушки』淡交社 2004年
- サムイル・マルシャーク『Почта』淡交社 2004年
- イリヤ・カバコフ, エミリア・カバコフ『プロジェクト宮殿』（古賀義顕と共訳）国書刊行会 2009年
- レオニート・チシコフ『かぜをひいたおつきさま』徳間書店 2014年

### 出演
- まいにちロシア語（NHKラジオ、2005・2020年度）
- ロシア語講座 （NHK教育テレビ、2006年度）